# ويل ماكبرايد
ويل ماكبرايد (بالإنجليزية: Will McBride)‏ هو مصور وصحفي ورسام أمريكي، ولد في 10 يناير 1931 في سانت لويس في الولايات المتحدة، وتوفي في 29 يناير 2015 في برلين في ألمانيا.

## وصلات خارجية
- الموقع الرسمي
- ويل ماكبرايد على موقع مونزينجر (الألمانية)